# Villanueva de Azoague
Villanueva de Azoague é um município da Espanha na província de Zamora, comunidade autónoma de Castela e Leão, de área 19,07 km² com população de 315 habitantes (2004) e densidade populacional de 16,52 hab/km².

## Demografia
| Variação demográfica do município entre 1991 e 2004 | Variação demográfica do município entre 1991 e 2004 | Variação demográfica do município entre 1991 e 2004 | Variação demográfica do município entre 1991 e 2004 |
| --------------------------------------------------- | --------------------------------------------------- | --------------------------------------------------- | --------------------------------------------------- |
| 1991                                                | 1996                                                | 2001                                                | 2004                                                |
| 461                                                 | 405                                                 | 318                                                 | 315                                                 |